# Selenidium sipunculi
Selenidium sipunculi is een soort in de taxonomische indeling van de Myzozoa, een stam van microscopische parasitaire dieren. Het organisme komt uit het geslacht Selenidium en behoort tot de familie Selenidiidae. Selenidium sipunculi werd in 1907 ontdekt door Dogiel.